# La Falange (partido)
La Falange é um partido político espanhol registrado no Registro de Partidos Políticos do Ministério do Interior desde março de 1999. O partido foi inspirado na Falange Espanhola, tanto que seguem as ideais de seus fundadores, José António Primo de Rivera , Ramiro Ledesma Ramos , Onésimo Redondo, Julio Ruiz de Alda e muitos outros. 